# Divize D 1994/1995
V soubojích 30. ročníku Moravskoslezské divize D 1994/95 (jedna ze skupin 4. fotbalové ligy) se utkalo 16 týmů každý s každým dvoukolovým systémem podzim–jaro. Tento ročník začal v srpnu 1994 a skončil v červnu 1995.

## Nové týmy v sezoně 1994/95
- Z MSFL 1993/94 nesestoupilo do Divize D žádné mužstvo.
- Z Jihomoravského župního přeboru 1993/94 postoupilo vítězné mužstvo FC Dosta Bystrc-Kníničky.
- Ze Středomoravského župního přeboru 1993/94 postoupilo vítězné mužstvo TJ Trnava a FK  PARES Prušánky (2. místo).

## Kluby podle žup
- Jihomoravská (9): FC Boček Kuřim, FC Dosta Bystrc-Kníničky, AFK VMG Kyjov, ČAFC Židenice Brno, TJ ČKD Blansko, FC Ivacar Ivančice, TJ ŽĎAS Žďár nad Sázavou, FC Slavia EDU Třebíč, TJ Svitavy.
- Středomoravská (7): FK  PARES Prušánky, TJ Dolní Němčí, VTJ Sigma Hodonín, FC TVD Slavičín,  Veselí nad Moravou, FC Svit Zlín „B“, TJ Trnava.

## Konečná tabulka
Zdroj: 
| Poř. | Tým                          | Z  | V  | R | P  | VG | OG | B  |
| ---- | ---------------------------- | -- | -- | - | -- | -- | -- | -- |
| 1.   | FK VTJ PARES Prušánky (N)    | 30 | 25 | 4 | 1  | 87 | 22 | 79 |
| 2.   | FC Boček Kuřim               | 30 | 19 | 6 | 5  | 63 | 35 | 63 |
| 3.   | TJ Dolní Němčí               | 30 | 15 | 2 | 13 | 55 | 56 | 47 |
| 4.   | FC Dosta Bystrc-Kníničky (N) | 30 | 12 | 7 | 11 | 44 | 43 | 43 |
| 5.   | VTJ Sigma Hodonín            | 30 | 11 | 8 | 11 | 49 | 44 | 41 |
| 6.   | AFK VMG Kyjov                | 30 | 12 | 5 | 13 | 50 | 44 | 41 |
| 7.   | ČAFC Židenice Brno           | 30 | 11 | 6 | 13 | 44 | 38 | 39 |
| 8.   | FC TVD Slavičín              | 30 | 10 | 9 | 11 | 35 | 43 | 39 |
| 9.   | TJ ČKD Blansko               | 30 | 10 | 8 | 12 | 39 | 57 | 38 |
| 10.  | TJ Trnava (N)                | 30 | 11 | 4 | 15 | 40 | 52 | 37 |
| 11.  | TJ ŽĎAS Žďár nad Sázavou     | 30 | 10 | 7 | 13 | 39 | 36 | 37 |
| 12.  | FC Veselí nad Moravou        | 30 | 11 | 4 | 15 | 31 | 44 | 37 |
| 13.  | FC Svit Zlín „B“             | 30 | 10 | 7 | 13 | 45 | 53 | 37 |
| 14.  | TJ Svitavy                   | 30 | 11 | 4 | 15 | 34 | 51 | 37 |
| 15.  | FC Ivacar Ivančice           | 30 | 10 | 6 | 14 | 45 | 54 | 36 |
| 16.  | FC Slavia EDU Třebíč         | 30 | 5  | 8 | 17 | 25 | 53 | 23 |

Poznámky:
- Z = Odehrané zápasy; V = Vítězství; R = Remízy; P = Prohry; VG = Vstřelené góly; OG = Obdržené góly; B = Body; (S) = Mužstvo sestoupivší z vyšší soutěže; (N) = Mužstvo postoupivší z nižší soutěže (nováček)
- O pořadí na 5. a 6. místě rozhodla bilance vzájemných zápasů: Hodonín – Kyjov 1:0, Kyjov – Hodonín 1:1[1]
- O pořadí na 7. a 8. místě rozhodla bilance vzájemných zápasů: Židenice – Slavičín 2:2, Slavičín – Židenice 2:4[1]
- O pořadí na 10. až 14. místě rozhodla minitabulka vzájemných zápasů.[1]

|  | Postup do MSFL 1995/96                           |
|  | Sestup do Jihomoravského župního přeboru 1995/96 |